# Санта-Маринья-ду-Зезере
Санта-Маринья-ду-Зезере (порт. Santa Marinha do Zêzere)  —  район (фрегезия) в Португалии,  входит в округ Порту. Является составной частью муниципалитета  Байан. По старому административному делению входил в провинцию Дору-Литорал. Входит в экономико-статистический  субрегион Тамега, который входит в Северный регион. Население составляет 2852 человека на 2001 год. Занимает площадь 10,64 км².